# Puntius tumba
Puntius tumba är en fiskart som först beskrevs av Herre 1924.  Puntius tumba ingår i släktet Puntius och familjen karpfiskar. IUCN kategoriserar arten globalt som sårbar. Inga underarter finns listade i Catalogue of Life.